# Elena Cassin
Pour les articles homonymes, voir Cassin.
Elena Cassin, née le 30 octobre 1909 à Coni (Italie) et morte le 23 juin 2011 à Paris 13e,, est une assyriologue italienne.

## Biographie
Elena Cassin étudie l'histoire des religions à l'université de Rome et y obtient son doctorat en 1933. Elle se rend ensuite à Paris et s'occupe principalement de l'histoire juridique et économique de l'ancienne Mésopotamie. Elle collabore à la Revue d'assyriologie et est membre de l'École des Annales. En tant que maître de recherche, elle a été chercheuse au Centre national de la recherche scientifique (CNRS).
Avec Jean Bottéro et Jean Vercoutter, elle publie les volumes 2 à 4 du Fischer Weltgeschichte (de), qui traitent du monde antique du Proche-Orient.

## Publications
- La Splendeur divine : introduction à l'étude de la mentalité mésopotamienne, Paris, La Haye : Mouton, 1968
- "San Nicandro: un paese del Gargano si converte all' ebraismo. Milano,Corbaccio, 1995.